# Cryptolestes spartii
Cryptolestes spartii is een keversoort uit de familie dwergschorskevers (Laemophloeidae). De wetenschappelijke naam van de soort werd in 1834 gepubliceerd door John Curtis.